# Pholcus ceylonicus
Pholcus ceylonicus är en spindelart som beskrevs av O. Pickard-Cambridge 1869. Pholcus ceylonicus ingår i släktet Pholcus och familjen dallerspindlar.
Artens utbredningsområde är Sri Lanka. Inga underarter finns listade i Catalogue of Life.